# Isedo
Ìsèdó (Ìsẹ̀dó O Ìsẹ̀dó-Olúmọ̀) és un antic regne igbomina al nord-est de Iorubalàndia de Nigèria. Ìsẹ̀dó va ser fundada com a ciutat estat fa diversos segles (entre 1250 i 1400) per Ọba'lumọ, un príncep de l'antiga civilització Oba (el nom de la qual ve de la contracció d' "Ọba Olumọ" significant "rei savi", o "rei dels senyors del coneixement"). Ìsẹ̀dó és coneguda i anomenada "Ìsẹ̀dó-Olúmọ̀" utilitzant el nom del seu rei fundador com un sufix identificador. Ọba'lumọ, va emigrar des de l'antiga civilització Ọ̀bà al nord-est de Iorubalàndia.

## Fundació i Desenvolupament
Obalumo, un príncep de la civilització Oba, i un caçador veterà i guerrer, va fundar Ìsẹ̀dó, la seva nova ciutat estat en una de les àrees de les seves freqüents expedicions de caça.
Recents recerques arqueològiques (i feines publicades per experts d'història oral, antropòlegs i arqueòlegs de la Universitat Estatal d'Arizona, EUA i la Universitat de Ibadan, Nigèria) sobre poblaments contemporanis i més tardans de la regió suggereixen que Ìsẹ̀dó va ser fundat entre els segles x i xii per refugiats Ọ̀bà que probablement fugien de dissensions internes en el seu regne Òbà així com dels conflictes cíclics del regne Oba amb els regnes veïns, potser incloent-hi el regne Nupe al nord.
Al seu zenit cap al final del segle xv, Ìsèdó havia crescut a una ciutat estat de 13 clans, alguns dels quals que no eren d'origen oba, que més tard es van consolidar en el regnat de posteriors "Obalumo" a Ìsèdó.

## Noves arribades
Algunes històries orals indiquen que a la petició d'un grup que acabava d'arribar de Ila-Yara, la ciutat estat fundada per Òràngún (el quart fill d'Oduduwa), el Ọba'lúmọ̀ va donar terra als nou vinguts en una ubicació que va pensar era suficientment distant d' Ìsẹ̀dó. Una altra versió de la història oral, la qual sembla més fiable, indica que la concessió de la terra fou més tard, quan el grup del més jove de dos prínceps enfrontats van arribar a la proximitat del regne d'Isedo governat per un Ọba'lúmo, després de fugir del seu rival a Ìlá Yàrà. Aquest príncep jove, Arutu Oluokun, va fundar un poblament a Ila-Magbon, però es va traslladar al cap de poc temps per fundar una altra ciutat anomenada Ila-Odo, propera a Isedo, la qual subsisteix avui dia amb el nom d' Ìlá Òràngún.

## Consolidació
Una celebració o festival anual anomenat "Ìmárúgbó" (o "Òkùnrìn") fou instituït entre la dues ciutat estats durant la qual el rei Ọ̀ràngún deixava el seu palau amb els seus caps per fer un dia d'homenatge al seu superior, el Ọba'lúmọ̀, al seu palau. Això era en tribut simbòlic al Ọba'lúmọ̀ per la concessió de terra i la seva precedència a la regió, i d'agraïment per l'hospitalitat de l'Ọba'lúmọ̀ a la vella mare d'Òràngún' que no podia continuar amb el grup immigrant fins a la ubicació de la terra concedida. La mare d' Ọ̀ràngún va morir al palau de l' Ọba'lúmọ̀ i va ser enterrada a Ìsèdó; així Ọ̀ràngún també visitava la seva tomba com a part d'aquest festival.
Encara que es va mantenir el títol reial d' Oba'lúmò, el regne de Ìsẹ̀dó fou modernament engolit pel de Ila Ọrangun (abans Ila-Odo); la vella Isedo està situada a les coordenades 8.013°N 4.9°E, en el quadrant sud-est d' Ila Orangun.8° 00′ 47″ N, 4° 54′ 00″ E / 8.013°N,4.9°E A Oke-Ila, els narradors orals del clan Ọbaálá es refereixen al seu origen d' Ìsèdó, indicant que són de fet un segment de la reialessa Ìsẹ̀dó que va emigrar fa diversos segles del domini d'Apakiimo, el darrer Orangun del regne d' Ila Yara, per fundar seu nou el regne nou ara conegut com a Oke-Ila.
En aquest cinc-segles de consolidació dels acords amb el nou estat orangun d'Oke-Ila, els immigrants del cim del turó d' Ìsẹ̀dó (Isedo Oke o Isedo Ori Oke) van retenir el seu títol reial de Ọba'lúmọ̀, i subsegüentment els fou acordat un nou reconeixement (possiblement per la seva inicial contribució a l'establiment del nou regne), atorgant al seu clan el títol de Ọbaálá ("rei poderós" o "rei degà"), el títol següent en posició al d' Ọ̀ràngún d' Oke-Ila el rei tradicional. L'' Ọbaálá fou també designat com el regent automàtic en cas de defunció de qualsevol Ọ̀ràngún regnant.

## Patrimoni i Diàspora
Els clans Ìsẹ̀dó retenen referències en les seves tradicions orals al seu origen d' Ìsẹ̀dó i a l'antic regne Ọ̀bà i citant la seva descendència del rei Ọba'lúmọ̀ d' Ìsẹ̀dó i del rei Olunlakin d'Ọ̀bà; també es refereixen a ells mateixos nostalgicament com "fills de la gran riquesa" d' Ọ̀bà.
Altres exemples de poblacions igbomines i no igbomines (als estats de Kwara i d'Ọṣun de Nigèria) amb concentracions grans de persones d'origen Ọ̀bà, avui generalment anomenats 'La Diàspora Ọ̀bà', inclouen: Oke-Ila Ọrangun, Ila Ọrangun, Ọra-Igbomina, Ipoti-Ekiti, Isanlu-Isin, Oke-Onigbin, Omu-Aran Arxivat 2009-12-02 a Wayback Machine., Rorẹ, Ọyan, Inisha, Ipee, Oke-Oda, Babanla, Ajasẹ-Ipo, Omupo, Esiẹ, Oro, Ijomu-Oro, Iddo-Oro, Idofin, Ado-Eku, Oreke, Sanmora, i Pamo.
Els clans Ìsẹ̀dó semblen ser el més antics supervivents [però potser no els únics] del grup de la Diàspora Oba, conjunt que va fundar un regne governat pel rei Ọba'lumọ. Subsegüents regnes Ọ̀bà derivats de la diàspora semblen ser el resultat només de fugides de refugiat de guerres i de batudes esclaves. Comunitats Ìsẹ̀dó que resulten de la diàspora provocada per guerres existeixen a Ipoti-Ekiti, i altres ciutats igbomines i ekitis així com a Omido i altres ciutats de l'estat de Kwara.

## Turisme
Les llegendes de l'origen i de les emigracions dels Isedo des de Oba ha estat un esforç important del rei actual Olúfẹ́mi Ọládàpọ̀ Babalọlá. També ha estat actiu des de 2004 dins promovent el turisme (turisme de patrimoni/turisme cultural i geo-turisme), i planejant expedicions turístiques al diversos llocs Isedo i Oba i en actuacions culturals i ocupacions tradicionals dels Igbomines-ioruba i les àrees iorubes veïnes. Ha dirigit diverses gires especials als diversos llocs antics, ruïnes i ciutats i llocs històrics de Iorubalàndia especialment de la regió ioruba d'Igbomina, verificant la història oral i la poesia oral de diversos clans i regnes antics.